# Christian Volckman
Cristiano Volckman (1971) es un pintor francés, diseñador gráfico, fotógrafo, autor y director de cine. Licenciado de École Supérieure d'Artes Graphiques en París.

## Trayectoria

### Director
Es mayoritariamente conocido por sus trabajos de animación de captura de movimiento, como en la película Renaissance, por el que le fue concedido el Premio al Mejor Largometraje en el 5.º  Festival of European Animated Feature Films and TV Specials 
La película fue internacionalmente estrenada en 2006 También le fue otorgado el Feature Film Award en el Annecy Festival de cine Animado Internacional en 2006.

## Filmografía
| Año  | Título                 | Posición                                   | Nota                     |
| ---- | ---------------------- | ------------------------------------------ | ------------------------ |
| 1994 | Le cobaye              | Director, escritor                         | Cortometraje estudiantil |
| 1995 | Rayman                 | Animador                                   | Videojuego               |
| 1999 | Maaz                   | Director, escritor, productor, actor: Maaz | Cortometraje             |
| 2003 | El Hombre Sin una Cara | Diseñador de cartel                        | Cortometraje             |
| 2006 | Renaissance            | Director, diseñador de Producción Original | Largometraje             |